# Seahawks de Seattle
Pour les articles homonymes, voir Seahawks.
Stade
Maillots
Super Bowl XLVIII
Les Seahawks de Seattle (Seattle Seahawks en anglais) sont une franchise de football américain de la National Football League (NFL) implantée à Seattle dans l'État de Washington au nord-ouest des États-Unis. 
La franchise est fondée en 1976 comme une équipe d'expansion (« expansion team »), en même temps que les Buccaneers de Tampa Bay. Elle intègre la National Football Conference (NFC) avant d'être reversée l'année suivante en American Football Conference (AFC).
Ils jouent au sein de la division ouest de la NFC depuis la saison 2001 en compagnie des 49ers de San Francisco, des Cardinals de l'Arizona et des Rams de Los Angeles.
Les Seahawks ont remporté neuf titres de champion de leur division (deux en AFC Ouest et sept en NFC Ouest) et trois titres de la Conférence NFC (2005, 2013 et 2014)
Ils ont participé à trois Super Bowls (défaite 21-10 au Super Bowl XL face aux Steelers de Pittsburgh, victoire 43-8 au Super Bowl XLVIII face aux Broncos de Denver et défaite au Super Bowl XLIX face aux Patriots de la Nouvelle-Angleterre). 
Ils ont participé à 19 phases éliminatoires de la NFL, la dernière fois lors de la saison 2020. 
Les Seahawks de Seattle, en l'absence de franchises dans la région du nord-ouest américain, a une très forte audience dans le nord-ouest des États-Unis (États de Washington, de l'Oregon, dans les Rocheuses…) mais aussi au Canada voisin, dans les provinces de Colombie-Britannique et d'Alberta notamment malgré la présence de la LCF (Ligue canadienne de football canadien).
Ils sont aussi réputés pour leur public de fans bruyants et fidèles, désigné comme « 12e homme », qui , depuis 2020, ont fait du Lumen Field le stade le plus bruyant de la ligue. Les décibels qui y sont enregistrés ont la réputation de perturber les appels de jeu adverses.

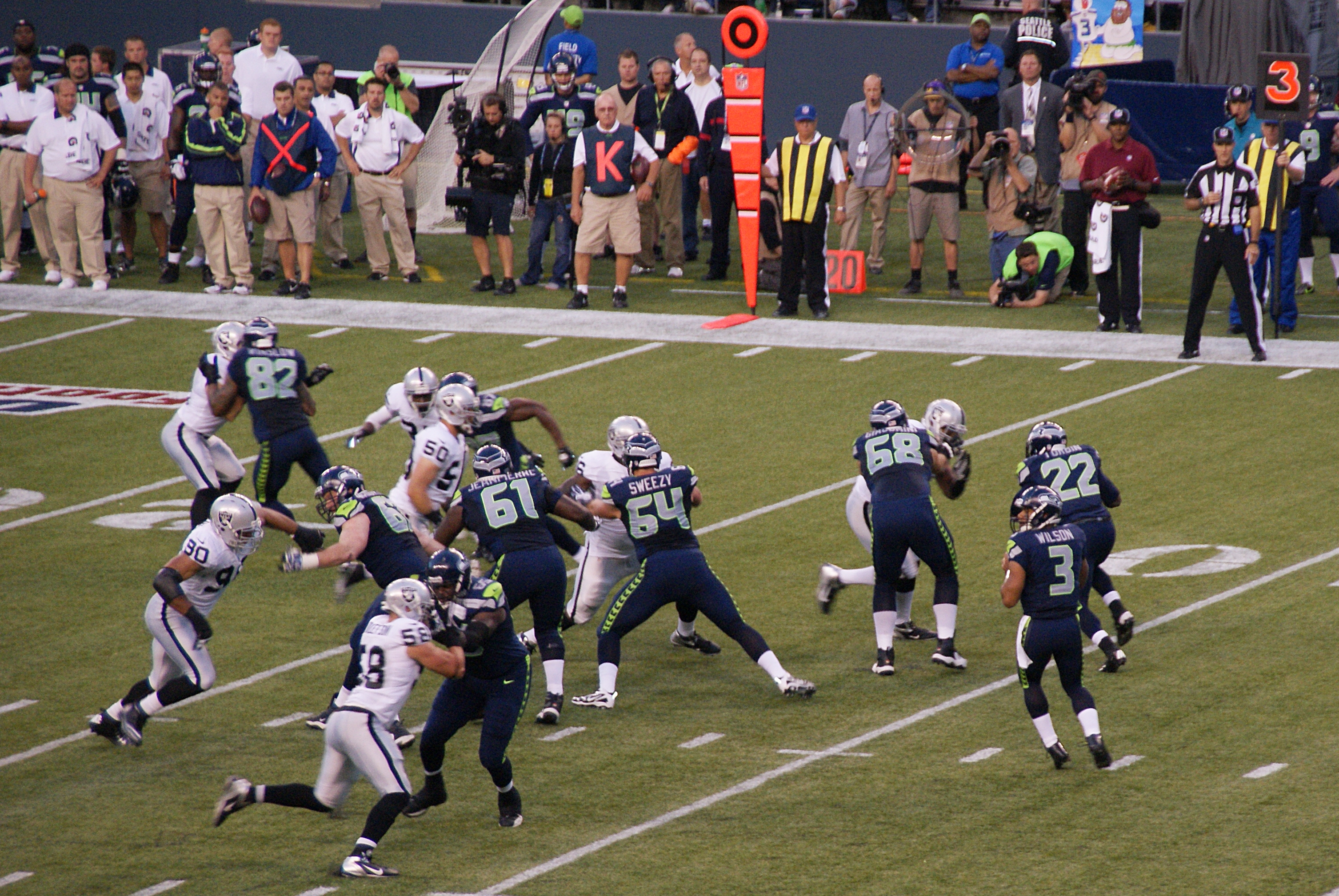
Les Seahawks de Seattle face aux Raiders d'Oakland au CenturyLink Field le 30 août 2012 en présaison de la Saison 2012.

## Palmarès
- Vainqueur du Super Bowl (1) : 2013 (XLVIII) ;

- Champion de Conférence NFC (3) : 2005 - 2013 - 2014 ;

- Champion de division (10) 
  - AFC West (2) : 1988 - 1999 ;
  - NFC West (8) : 2004 - 2005 - 2006 - 2007 - 2010, 2013 - 2014 - 2020 ;

- Phases éliminatoires de la NFL (19) : 1983 - 1984 - 1987 - 1988 - 1999 - 2003 - 2004 - 2005 - 2006 - 2007 - 2010 - 2012 - 2013 - 2014 - 2015 - 2016 - 2018 - 2019 - 2020.

## Histoire

### Création

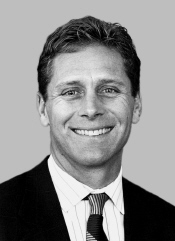
Steve Largent, première star des Seahawks, wide receiver et membre du Pro Football Hall of Fame.

La fusion entre la NFL et l'AFL en 1970 conduit la ligue à envisager son expansion et passer de 26 à 28 équipes, ce qui sera une conséquence directe de la création, six ans plus tard, des Seahawks de Seattle et des Buccaneers de Tampa Bay.
Dès 1972, la ville de Seattle se déclare candidate à l'accueil d'une franchise de football américain avec la création de la Seattle Professional Football Inc., composée d'hommes d'affaires et d'élus locaux emmenés notamment par la famille Nordstrom. En 1974, la ville est officiellement choisie par la NFL pour qu'une nouvelle équipe s'y installe. Dès l'année suivante, l'encadrement de l'équipe est recruté par le manager général Sunny Solanski et Jack Patera (en), alors entraîneur assistant chez les Vikings du Minnesota est engagé comme entraîneur principal.
Le 17 juin 1975, à la suite d'une consultation populaire ayant mobilisé plus de 20 000 votants, la franchise reçoit officiellement le surnom de Seahawks, terme anglais désignant un balbuzard pêcheur et qui fut choisi parmi plus de 1 700 propositions.
L'équipe participe ensuite à la draft d'expansion de 1976 et obtient le 2e choix pour le draft 1976 de la NFL. Ils disputent leur premier match officiel le 1er août 1976 contre les 49ers de San Francisco et leur premier match de saison régulière contre les Cardinals de Saint-Louis. L'équipe joue jusqu'en 1999 au King County Domed Stadium, tout nouveau stade construite dans la ville de Seattle. 
Elle remporte sa première victoire le 17 octobre 1976, sous la houlette de son quarterback Jim Zorn (en), en déplacement chez les Buccaneers de Tampa Bay (13-10) et sa première victoire à domicile le mois suivant 30-13 contre les Falcons d'Atlanta. Il s'agit des deux seules victoires de la saison inaugurale. Le recrutement du wide receiver Steve Largent (futur membre du Pro Football Hall of Fame) contribue toutefois à l'engouement du public. 
En 1977, l'équipe permute avec les Buccaneers de Tampa Bay et intègre l'AFC pour une période de vingt-cinq saisons.

### Les succès des années 1980
Il faut attendre les années 1980 pour voir les Seahawks goûter pleinement au succès grâce notamment à l'entraîneur recruté en 1983, Chuck Knox, et au quarterback Dave Krieg (en). Dès la saison 1983, ils qualifient les Seahawks pour la première fois de leur histoire en phase éliminatoire de la NFL à la suite d'une saison positive (9 victoires et 7 défaites). Ils battent les Broncos de Denver 31-7 lors du match de wild card, puis les Dolphins de Miami 27-20 lors du tour de division, avant de s'incliner 30-14 en finale de conférence face aux Raiders de Los Angeles. L'année suivante, l'équipe enregistre sa meilleure saison du XXe siècle avec un bilan de 12 victoires et 4 défaites, ce qui permet à l'entraîneur de recevoir le trophée du meilleur entraîneur de l'année. L'équipe se qualifie du coup pour la phase éliminatoire : ils prennent leur revanche sur les Raiders de Los Angeles lors du tour de wild card avant de s'incliner lors du tour de division face aux Dolphins de Miami.
Il s'ensuit une éclipse de deux années avant de retourner en phase éliminatoire, notamment grâce au recrutement du linebacker Brian Bosworth (en) en 1987. Cette saison-là, les Seahawks s'inclinent dès le tour de wild card face aux Oilers de Houston. Ils remportent ensuite en 1988 leur premier titre de champion de division mais s'inclinent dès leur premier match de phase éliminatoire (tour de division) face aux Bengals de Cincinnati. L'équipe va ensuite rater les qualifications pour la phase éliminatoire pendant une période de plus de dix saisons.

### L'éclipse des années 1990
Les années 1990 sont des années de vaches maigres. Les saisons négatives s'enchaînent malgré quelques sursauts, à la suite de recrutements de joueurs très moyens, d'une instabilité au poste de quarterback et des médiocres performances à ce poste du titulaire Rick Mirer (en). La franchise frôle la banqueroute et la délocalisation.
C'est en 1997 que la transition s'opère avec le rachat de la franchise par Paul Allen, cofondateur de l'entreprise Microsoft localisée dans l'État de Washington. En 1999, le nouveau propriétaire engage Mike Holmgren, entraîneur des Packers de Green Bay. Il occupe le poste d'entraîneur principal pendant dix saisons et renoue rapidement avec le succès : c'est en effet en 1999 que les Seahawks se qualifient à nouveau pour la phase éliminatoire en remportant leur second titre de champion de division. Ils s'inclinent toutefois dès le tour de wild card, face aux Dolphins de Miami. La roue a cependant tourné et les Seahawks effectuent leur retour au premier plan au passage de l'an 2000.

### Le retour au premier plan dans les années 2000
L'équipe est reversée en 2002 au sein de sa division d'origine dans la NFC à la suite de la création de la franchise des Texans de Houston. Grâce à leur nouvel entraîneur mais aussi leur nouveau quarterback Matt Hasselbeck, les Seahawks retournent en phase éliminatoire en 2003 et ce pour cinq saisons d'affilée, glanant au passage quatre nouveaux titres de division (en 2004, 2005, 2006, 2007) et leur unique titre de champion de conférence en 2005. Lors de cette saison, l'équipe réalise son meilleur bilan (13 victoires pour 3 défaites), remporte sa division, sa conférence face aux Panthers de la Caroline 34 à 14 et tous ses matchs de phase éliminatoire, s'ouvrant ainsi les portes de leur premier Super Bowl.
Lors du Super Bowl XL joué le 5 février 2006 au Ford Field de Détroit, les Seahawks s'inclinent 10-21 face aux Steelers de Pittsburgh dans un match très controversé à la suite de décisions d'arbitrage contestables, toutes en défaveur des Seahawks. Malgré deux nouveaux titres de champion de division les deux saisons suivantes, les Seahawks s'inclinent à chaque fois lors des matchs du tour de division et ne réapparaissent plus au Super Bowl.

### L'ère Pete Carroll (2010-2023)

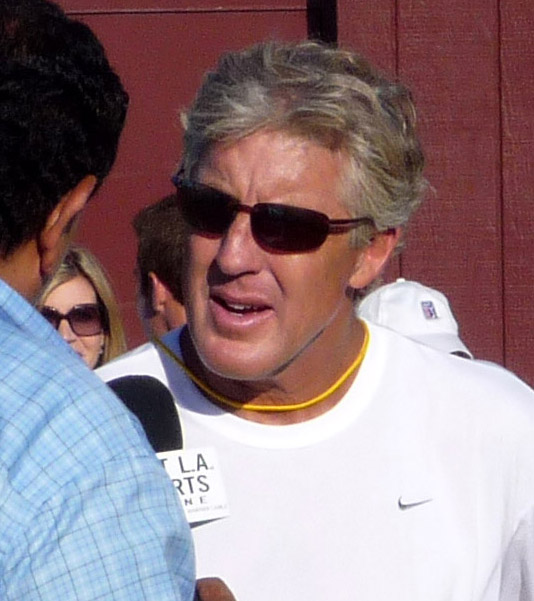
Pete Carroll, le nouvel entraîneur en chef à partir de 2010 (ici en 2008 comme entraîneur des Trojans de l'USC)

Un nouvel entraîneur est engagé en 2010 pour remplacer Mike Holmgren après l'intérim d'un an de Jim Mora. Il s'agit de Pete Carroll, un entraîneur universitaire, venant des Trojans de l'USC. Après trois saisons plus décevantes, il qualifie les Seahawks pour la phase éliminatoire.
Lors de la saison 2010, ils deviennent la première équipe à accéder à la phase éliminatoire avec un bilan négatif de 7 victoires contre 9 défaites. Ils sont d'ailleurs à cette occasion la première équipe au bilan négatif à gagner un match de phase éliminatoire, contre les Saints de La Nouvelle-Orléans sur le score de 41 à 36 mais s'inclinent toutefois au match suivant, 35-24, contre les Bears de Chicago.
En 2012, le départ de Matt Hasselbeck aux Titans du Tennessee un an plus tôt conduit les Seahawks à recruter plusieurs quarterbacks pour entrer en concurrence avec Tarvaris Jackson. Ils profitent de l'intersaison pour recruter le quarterback libre le plus en vue alors, Matt Flynn, et sélectionnent un jeune quarterback, Russell Wilson. Malgré sa brillante carrière universitaire aux Badgers du Wisconsin, la petite taille de Wilson (1,80 m) n'en fait pas un premier tour de draft et il est recruté en 76e choix lors du 3e tour lors de la draft 2012 marquée par des recrutements de quarterbacks de talents tels Andrew Luck par les Colts d'Indianapolis ou Robert Griffin III par les Redskins de Washington. Bien que remplaçant lors des matchs d'intersaison, Russell Wilson s'impose comme un titulaire face à Jackson et Flynn et réalise une brillante première saison pour un rookie, permettant aux Seahawks de se qualifier pour la phase éliminatoire après avoir terminé deuxième de leur division derrière les 49ers de San Francisco. Ils battent Washington 24-14 lors du match de wild card mais s'inclinent ensuite face aux Falcons d'Atlanta 28 à 30.
À l'issue de la saison 2013, ils finissent par remporter le Super Bowl le 2 février 2014 en s'imposant face aux Broncos de Denver 43 à 8.
En 2014, pour une deuxième année consécutive, les Seahawks jouent le Super Bowl qui les oppose aux Patriots de la Nouvelle-Angleterre dans un match à haute intensité, s'inclinant 28 à 24 après avoir raté le touchdown victorieux d'1 yard à 20 secondes de la fin du match.
Carroll est remercié à la fin de la saison 2023 mais reste au sein de la franchise dans un rôle qui reste à déterminer.

### L'ère Mike Macdonald (depuis 2024)
Le 31 janvier 2024, la franchise de Seattle annonce qu'elle a engagé le coordinateur défensif des Ravens, Mike Macdonald (en), en tant qu'entraîneur principal,.

## Rivalités

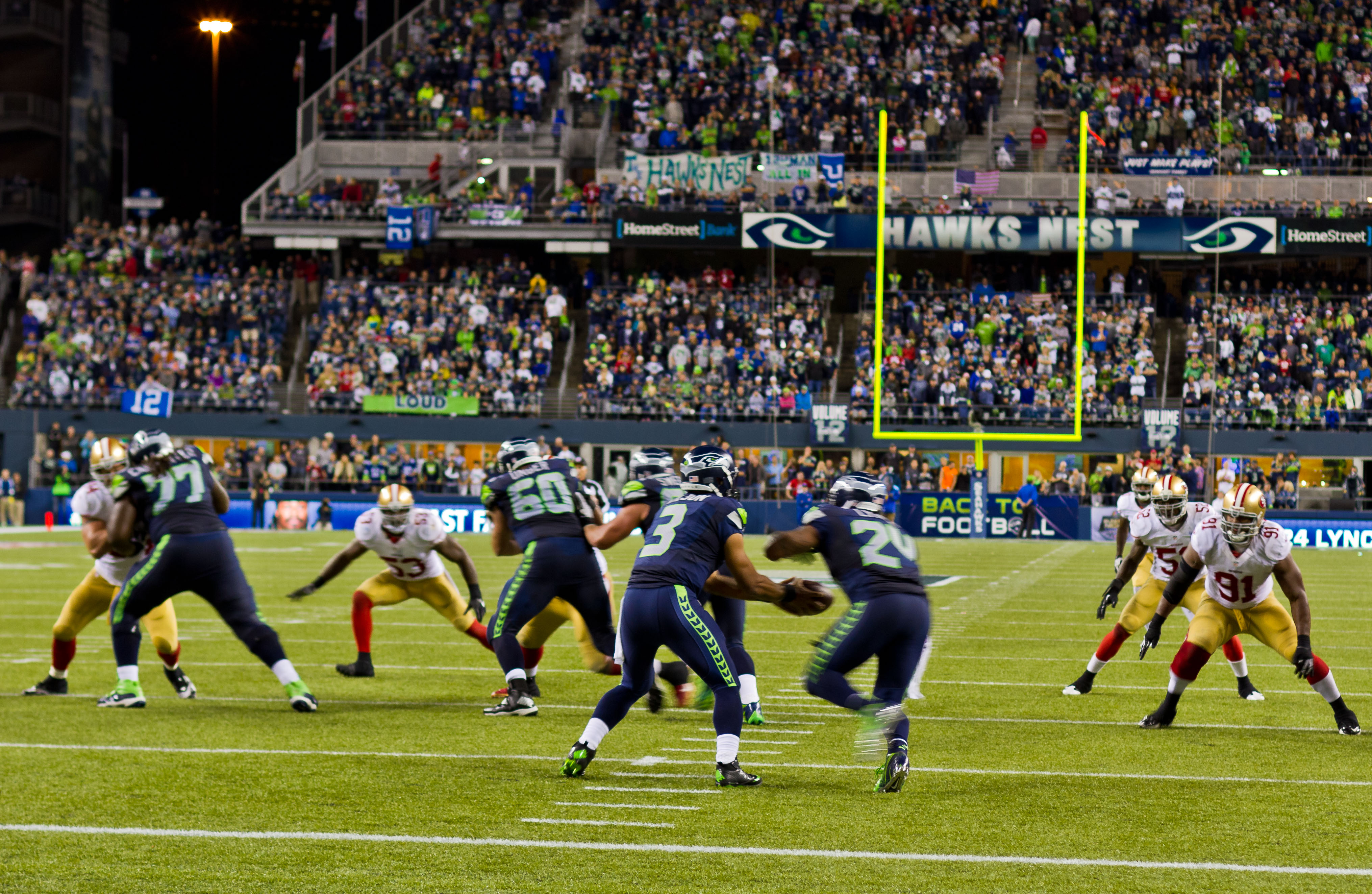
Les Seahawks contre les 49ers en septembre 2013.

Les adversaires des Seahawks au sein de la division ouest de la NFC sont devenus des rivaux naturels et géographiques ainsi que par la fréquence des rencontres.

### 49ers de San Francisco
Les Seahawks ont développé plus récemment une rivalité accrue avec leurs voisins de la côte ouest depuis que Pete Caroll a pris les rênes de l'équipe en 2010 et que Jim Harbaugh est devenu entraîneur principal des 49ers en 2011. Ces deux entraîneurs avaient déjà été rivaux en NCAA Division I FBS puisque Pete Caroll y était entraîneur des Trojans de l'USC et Jim Harbaugh celui des Cardinal de Stanford, deux équipes rivales membres de la Pacific-12 Conference et situées dans l'État de Californie.
Le renouveau des 49ers et l'émergence des Seahawks dans les années 2010 ont renforcé cette rivalité, les deux équipes se disputant la suprématie au sein de la division NFC Ouest ou plus généralement sur la côte ouest.

### Rams de Los Angeles (ex Rams de Saint-Louis)
Le match de 6e semaine en 2006 contre les Rams (dénommés Rams de Saint-Louis à l'époque) est resté dans les mémoires et a cristallisé la rivalité entre les deux équipes. Le chassé-croisé des deux équipes et la victoire finale sur le fil des Seahawks ont marqué les esprits des supporters des deux camps.

## Identité

### Logo
Le logo adopté en 1976 est une tête de balbuzard pêcheur bleu royal stylisée selon l'art tribal du nord-ouest des États-Unis.

Évolution du logo
2002 - 2011
Depuis 2012.

### Couleurs et maillots
Les couleurs adoptées sont le bleu marin et le blanc comme couleur principales associées au vert citron depuis 2009 en hommage à la franchise de football (soccer) des Sounders FC de Seattle qui évolue avec ces couleurs en MLS depuis sa création en 2007.

### Stades
Les Seahawks ont débuté dans le King County Domed Stadium communément appelé le Kingdome en 1976 jusqu'à sa démolition en 1999. Lors des travaux de réparation du Kingdome en 1994 et avant la construction de leur nouveau stade (entre 2000 et 2001), ils ont également évolué au Husky Stadium, stade des Huskies de Washington, équipe universitaire de l'état.
Ils jouent depuis 2002 dans le Lumen Field, stade de 67 000 places dont la capacité peut être étendue à 72 000 pour certains évènements. Le stade a précédemment porté le nom de Seahawks Stadium (de 2002 à 2004), de Qwest Field (de 2004 à 2011) et de CenturyLink Field (2011-2020) avant la modification du nom de l'entreprise propriétaire du stade en 2020, CenturyLink devenant Lumen Technologies.

### Cheerleaders
Le Sea Gals sont l'équipe de pom-pom girls des Seahawks de Seattle. Elle est réputée pour être une des plus entraînées.

### 12ehomme

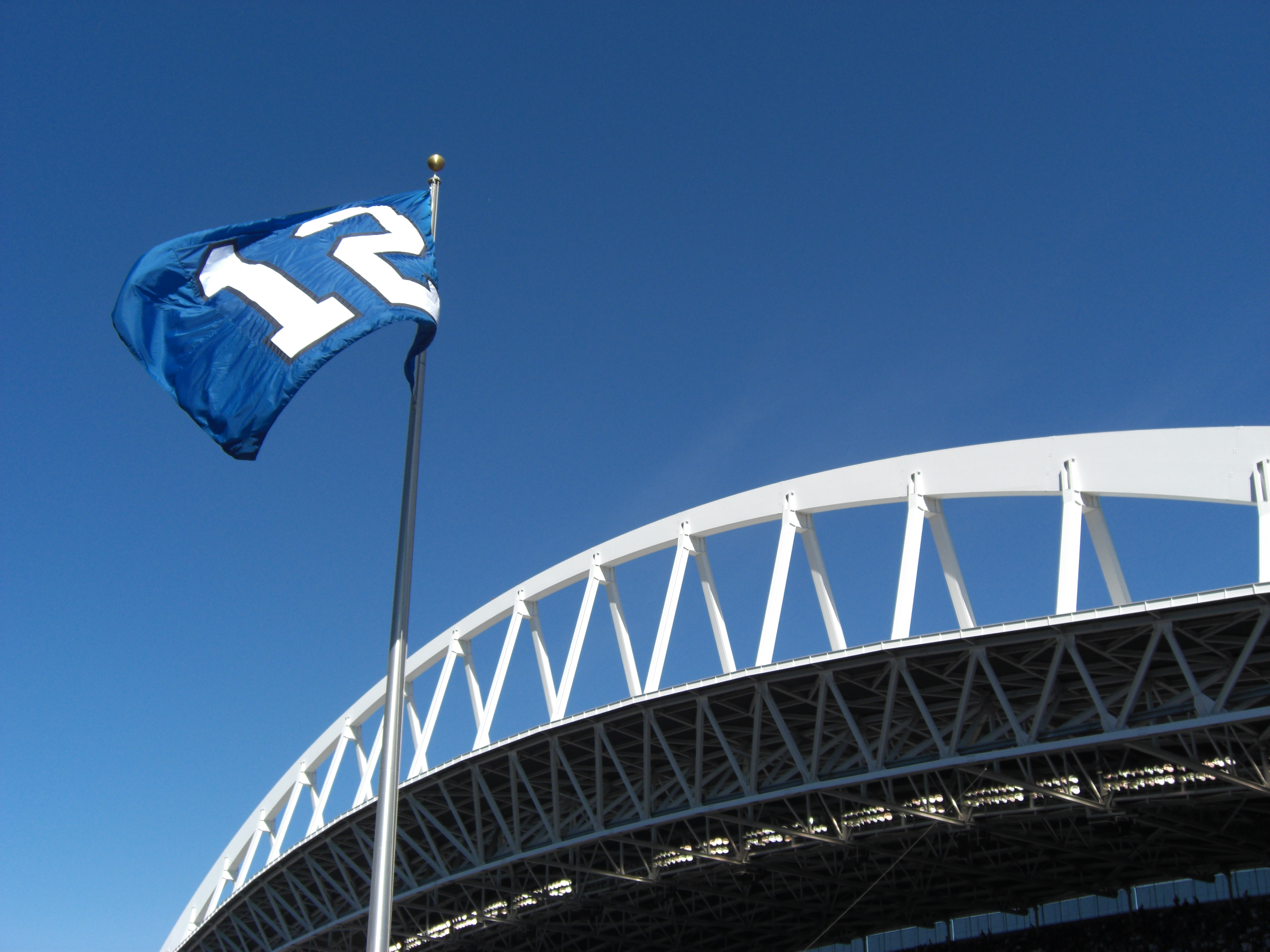
Le drapeau du flottant au-dessus du stade de Seattle.

Le public des Seahawks est réputé pour être un des plus passionné et le stade du CenturyLink Field un des plus bruyants. Le bruit enregistré dans le stade a battu des records mondiaux de bruits notamment par deux fois en 2013. Il s'établit actuellement à 137,6 décibels enregistré contre les Saints de La Nouvelle-Orléans le 2 décembre 2013.Ce public et ce stade sont devenus un véritable avantage à domicile pour les Seahawks à cause des perturbations des communications et audibles de l’attaque adverse, occasionnant, entre 2002 et 2012, 143 pénalités pour faux-départs. Le 12e homme des Seahawks a été reconnu comme tel assez tôt puisque le no 12 a été retiré officiellement en 1984 par la franchise et qu'un drapeau du 12e homme flotte sur le stade lors des matchs à domicile. Il est régulièrement hissé par des stars, joueurs ou par le propriétaire lui-même.

## Grands joueurs du passé

### Joueurs du Pro Football Hall of Fame
| N° | Joueur         | Poste | Période   | Année d'intronisation |
| -- | -------------- | ----- | --------- | --------------------- |
| 34 | Franco Harris  | FB    | 1984      | 1990                  |
| 80 | Steve Largent  | WR    | 1976-1989 | 1995                  |
| 81 | Carl Eller     | DE    | 1979      | 2004                  |
| 1  | Warren Moon    | QB    | 1997-1998 | 2006                  |
| 93 | John Randle    | DT    | 2001-2003 | 2010                  |
| 80 | Jerry Rice     | WR    | 2004      | 2010                  |
| 96 | Cortez Kennedy | DT    | 1990-2000 | 2012                  |

### Numéros retirés
| N° | Joueur           | Poste | Période     | Année retrait |
| -- | ---------------- | ----- | ----------- | ------------- |
| 12 | Fans (12e homme) |       | depuis 1976 | 1984          |
| 71 | Walter Jones     | OT    | 1997-2009   | 2010          |
| 80 | Steve Largent    | WR    | 1976-1989   | 1996          |
| 96 | Cortez Kennedy   | DT    | 1990-2000   | 2012          |

### Équipe-type du35eanniversaire
- Matt Hasselbeck
- Steve Largent
- Shaun Alexander

## Staff

### Organigramme actuel
- La Direction[1]
  - Propriétaire : Paul Allen Trust[1]
  - Chairman/curateur : Jody Allen
  - Vice Chairman : Bert Kolde
  - Président : Chuck Arnold
  - Vice-président exécutif / Manager général :  John Schneider
  - Directeur juridique : Ed Goines
  - Directeur général des ressources humaines : Cindy Kelley
  - Vice-président de l'administration du football : Matt Thomas
  - Vice-président du personnel des joueurs – Trent Kirchner
  - Directeur du scouting universitaire : Matt Berry
  - Assistant directeur du scouting universitaire : Aaron Hineline
  - Directeur du personnel professionnel : Nolan Teasley
  - Assistant directeur du personnel professionnel : Willie Schneider
  - Conseiller exécutif principal auprès du directeur général : Alonzo Highsmith
  - Responsable du personnel : Jason Barnes

- L'encadrement sportif[5] :
  - Entraineur principal : Mike McDonald
  - Assistant entraîneur principal/attaque : Carl Smith
  - Assistant entraîneur principal/défense : Sean Desai
  - Coordonnateur offensif : Shane Waldron
  - Coordonnateur défensif : Clint Hurt
  - Coordinateur des équipes spéciales : Larry Izzo

### Historique des entraîneurs
- 1976-1982 : Jack Patera
- 1982 : Mike McCormack
- 1983-1991 : Chuck Knox
- 1992-1994 : Tom Flores
- 1995-1998 : Dennis Erickson
- 1999-2008 : Mike Holmgren
- 2009 : Jim L. Mora
- 2010-… : Pete Carroll

## Bilan saison par saison
| Saison | Vic. | Déf. | Nuls | Classement                                                           | Séries éliminatoires |
| ------ | ---- | ---- | ---- | -------------------------------------------------------------------- | --- |
| 1976   | 2    | 12   | 0    | 5e NFC West                                                          | -- |
| 1977   | 5    | 9    | 0    | 4e NFC West                                                          | -- |
| 1978   | 9    | 7    | 0    | 2e NFC West                                                          | -- |
| 1979   | 9    | 7    | 0    | 3e NFC West                                                          | -- |
| 1980   | 4    | 12   | 0    | 5e NFC West                                                          | -- |
| 1981   | 6    | 10   | 0    | 5e NFC West                                                          | -- |
| 1982   | 4    | 5    | 0    | 10e AFC Conf.                                                        | -- |
| 1983   | 9    | 7    | 0    | 2e AFC West                                                          | Défaite en Finale de Conférence AFC (Raiders de Los Angeles) 14-30                                                                                 |
| 1984   | 12   | 4    | 0    | 2e AFC West                                                          | Défaite en séries éliminatoires (Division) (Dolphins de Miami) 10-31                                                                               |
| 1985   | 8    | 8    | 0    | 3e AFC West                                                          | -- |
| 1986   | 10   | 6    | 0    | 2e AFC West                                                          | -- |
| 1987   | 9    | 6    | 0    | 2e AFC West                                                          | Défaite en séries éliminatoires (Wild card) (Oilers de Houston) 20-23 (ET)                                                                         |
| 1988   | 9    | 7    | 0    | 1er AFC West                                                         | Défaite en séries éliminatoires (Division) (Bengals de Cincinnati) 13-21                                                                           |
| 1989   | 7    | 9    | 0    | 4e AFC West                                                          | -- |
| 1990   | 9    | 7    | 0    | 3e AFC West                                                          | -- |
| 1991   | 7    | 9    | 0    | 4e AFC West                                                          | -- |
| 1992   | 2    | 14   | 0    | 5e AFC West                                                          | -- |
| 1993   | 6    | 10   | 0    | 5e AFC West                                                          | -- |
| 1994   | 6    | 10   | 0    | 5e AFC West                                                          | -- |
| 1995   | 8    | 8    | 0    | 3e AFC West                                                          | -- |
| 1996   | 7    | 9    | 0    | 4e AFC West                                                          | -- |
| 1997   | 8    | 8    | 0    | 3e AFC West                                                          | -- |
| 1998   | 8    | 8    | 0    | 3e AFC West                                                          | -- |
| 1999   | 9    | 7    | 0    | 1er AFC Ouest                                                        | Défaite en séries éliminatoires (Wild card) (Dolphins de Miami) 17-20                                                                              |
| 2000   | 6    | 10   | 0    | 4e AFC West                                                          | -- |
| 2001   | 9    | 7    | 0    | 2e AFC West                                                          | -- |
| 2002   | 7    | 9    | 0    | 3e AFC West                                                          | -- |
| 2003   | 10   | 6    | 0    | 2e NFC West                                                          | Défaite en play-offs (Wild card) (Packers de Green Bay) 27-33 (ET)                                                                                 |
| 2004   | 9    | 7    | 0    | 1er NFC West                                                         | Défaite en séries éliminatoires (Wild card) (Rams de Saint-Louis) 20-27                                                                            |
| 2005   | 13   | 3    | 0    | 1er NFC West                                                         | Défaite au Super Bowl XL (Steelers de Pittsburgh) 10-21                                                                                            |
| 2006   | 9    | 7    | 0    | 1er NFC West                                                         | Défaite en séries éliminatoires (Division) (Bears de Chicago) 24-27 (ET)                                                                           |
| 2007   | 10   | 6    | 0    | 1er NFC West                                                         | Défaite en play-offs (Division) (Packers de Green Bay) 20-42                                                                                       |
| 2008   | 4    | 12   | 0    | 3e NFC West                                                          | -- |
| 2009   | 5    | 11   | 0    | 3e NFC West                                                          | -- |
| 2010   | 7    | 9    | 0    | 1er NFC West                                                         | Défaite en séries éliminatoires (Division) (Bears de Chicago) 24-35                                                                                |
| 2011   | 7    | 9    | 0    | 3e NFC West                                                          | -- |
| 2012   | 11   | 5    | 0    | 2e NFC West                                                          | Défaite en séries éliminatoires (Division) (Falcons d'Atlanta) 28-30                                                                               |
| 2013   | 13   | 3    | 0    | 1er NFC West                                                         | Victoire au Super Bowl XLVIII (Broncos de Denver) 43-8                                                                                             |
| 2014   | 12   | 4    | 0    | 1er NFC West                                                         | Défaite au Super Bowl XLIX (Patriots de la Nouvelle-Angleterre) 24-28                                                                              |
| 2015   | 10   | 6    | 0    | 2e NFC West                                                          | Défaite en séries éliminatoires (Division) (Panthers de la Caroline) 24-31                                                                         |
| 2016   | 10   | 5    | 1    | 1er NFC West                                                         | Défaite en séries éliminatoires (Division) (Falcons d'Atlanta) 20-36                                                                               |
| 2017   | 9    | 7    | 0    | 2e NFC West                                                          | -- |
| 2018   | 10   | 6    | 0    | 2e NFC West                                                          | Défaite en séries éliminatoires (Wild card) (Cowboys de Dallas) 22-24                                                                              |
| 2019   | 11   | 5    | 0    | 2e NFC West                                                          | Victoire en séries éliminatoires (Wild card) (Eagles de Philadelphie) 17-9 Défaite en séries éliminatoires (Division) (Packers de Green Bay) 23-28 |
| 2020   | 12   | 4    | 0    | 1er NFC West                                                         | Défaite en séries éliminatoires (Wild card) (Rams de Los Angeles) 20-30                                                                            |
| 2021   | 7    | 10   | 0    | 4e NFC West                                                          | -- |
| 2022   | 9    | 8    | 0    | 2e NFC West                                                          | Défaite en séries éliminatoires (Wild Card) (@ 49ers de San Francisco) 23-41                                                                       |
| 2023   | 9    | 8    | 0    | 3e NFC West                                                          | -- |
| 2024   | 10   | 7    | 0    | 2e NFC West                                                          | -- |
| Totaux | 402  | 373  | 1    | Saison régulière (10 titres de division, 3 titres de conférence NFC) | Saison régulière (10 titres de division, 3 titres de conférence NFC)                                                                               |
| Totaux | 17   | 19   | -    | Séries éliminatoires                                                 | Séries éliminatoires |
| Totaux | 419  | 392  | 1    | Saison régulière + séries éliminatoires (1 Super Bowl)               | Saison régulière + séries éliminatoires (1 Super Bowl)                                                                                             |